# كسوف الشمس 2 سبتمبر 2035
سيحدث كسوف كلي للشمس في 2 سبتمبر 2035. يحدث كسوف الشمس عندما يمر القمر بين الأرض والشمس ، وبالتالي يحجب صورة الشمس كليًا أو جزئيًا عن مشاهد على الأرض. يحدث الكسوف الكلي للشمس عندما يكون القطر الظاهري للقمر أكبر من قطر الشمس ، مما يحجب كل ضوء الشمس المباشر ، ويحول النهار إلى ظلام. تحدث الكلية في مسار ضيق عبر سطح الأرض ، مع كسوف جزئي للشمس مرئي فوق المنطقة المحيطة بعرض آلاف الكيلومترات.

## الرؤية

رسم متحرك لظل الكسوف. تمثل النقطة الموجودة في الوسط مسار الكلية.

سيعبر مسار الكلية عاصمتين آسيويتين ، بكين ، الصين وبيونغ يانغ ، كوريا الشمالية ، وسيمر شمالًا ثالثًا ، طوكيو ، اليابان .

## الخسوفات ذات الصلة

### كسوف الشمس 2033-2036
هذا الكسوف هو جزء من سلسلة كسوف الشمس 2033-2036. يتكرر الكسوف في كل 177 يومًا تقريبًا و 4 ساعات في العقد المتناوبة من مدار القمر.
| عقدة تنازلية                                                                | عقدة تنازلية                   |     | عقدة تصاعدية                     | عقدة تصاعدية |
| 120                                                                         | مارس 30, 2033 كلي              | 125 | سبتمبر 23, 2033 جزئي             |              |
| 130                                                                         | مارس 20, 2034 [الإنجليزية] كلي | 135 | سبتمبر 12, 2034 حلقي             |              |
| 140                                                                         | مارس 9, 2035 حلقي              | 145 | سبتمبر 2, 2035 كلي               |              |
| 150                                                                         | فبراير 27, 2036 جزئي           | 155 | أغسطس 21, 2036 [الإنجليزية] جزئي |              |
| يحدث كسوف جزئي للشمس في 23 يوليو 2036 في مجموعة خسوف السنة القمرية التالية. |                                |     |                                  |              |

### ساروس 145
هذا الكسوف الشمسي هو جزء من دورة ساروس 145 ، يتكرر كل 18 سنة ، 11 يومًا ، 8 ساعات ، يحتوي على 77 حدثًا.
- بدأت السلسلة بكسوف جزئي للشمس في 4 يناير 1639 ،
- ووصل إلى أول خسوف حلقي في 6 يونيو 1891.
- كان حدثًا هجينًا في 17 يونيو 1909 ،
- وخسوفًا كليًا من 29 يونيو 1927 حتى 9 سبتمبر ، 2648.
- تنتهي السلسلة عند العضو 77 ككسوف جزئي في 17 أبريل 3009.

أطول خسوف سيحدث في 25 يونيو 2522 ، بمدة قصوى تبلغ 7 دقائق و 12 ثانية. تحدث جميع الكسوفات في هذه السلسلة عند عقدة القمر الصاعدة.
| تحدث أعضاء السلسلة 10–32 بين عامي 1801 و 2359 | تحدث أعضاء السلسلة 10–32 بين عامي 1801 و 2359 | تحدث أعضاء السلسلة 10–32 بين عامي 1801 و 2359 |
| 10                                            | 11                                            | 12                                            |
| --------------------------------------------- | --------------------------------------------- | --------------------------------------------- |
| أبريل 13, 1801                                | أبريل 24, 1819                                | مايو4, 1837                                   |
| 13                                            | 14                                            | 15                                            |
| مايو16, 1855                                  | مايو26, 1873                                  | يونيو6, 1891                                  |
| 16                                            | 17                                            | 18                                            |
| يونيو17, 1909 [الإنجليزية]                    | يونيو29, 1927 [الإنجليزية]                    | يوليو9, 1945 [الإنجليزية]                     |
| 19                                            | 20                                            | 21                                            |
| يوليو20, 1963 [الإنجليزية]                    | يوليو31, 1981 [الإنجليزية]                    | أغسطس 11, 1999 [الإنجليزية]                   |
| 22                                            | 23                                            | 24                                            |
| أغسطس 21, 2017                                | سبتمبر 2, 2035                                | سبتمبر 12, 2053 [الإنجليزية]                  |
| 25                                            | 26                                            | 27                                            |
| سبتمبر 23, 2071 [الإنجليزية]                  | اكتوبر 4, 2089 [الإنجليزية]                   | اكتوبر 16, 2107                               |
| 28                                            | 29                                            | 30                                            |
| اكتوبر 26, 2125                               | نوفمبر 7, 2143                                | نوفمبر 17, 2161                               |
| 31                                            | 32                                            | 33                                            |
| نوفمبر 28, 2179                               | ديسمبر 9, 2197                                | ديسمبر 21, 2215                               |
| 34                                            | 35                                            | 36                                            |
| ديسمبر 31, 2233                               | يناير12, 2252                                 | يناير22, 2270                                 |
| 37                                            | 38                                            | 39                                            |
| فبراير 2, 2288                                | فبراير 14, 2306                               | فبراير 25, 2324                               |
| 40                                            |                                               |                                               |
| مارس 8, 2342                                  |                                               |                                               |

### سلسلة اينكس
هذا الكسوف هو جزء من دورة اينكس طويلة الأمد ، يتكرر عند العقد المتناوبة ، كل 358 شهرًا سينوديًا (≈ 10571.95 يومًا ، أو 29 عامًا ناقص 20 يومًا).
مظهرها وخط طولها غير منتظمين بسبب عدم التزامن مع الشهر غير الطبيعي (فترة الحضيض). ومع ذلك ، فإن مجموعات 3 دورات اينكس (87 سنة ناقص شهرين) تقترب (≈ 1،151.02 شهرًا غير طبيعي) ، لذا فإن الكسوف متشابه في هذه المجموعات.
| أعضاء سلسلة Inex بين عامي 1901 و 2100:        | أعضاء سلسلة Inex بين عامي 1901 و 2100:       | أعضاء سلسلة Inex بين عامي 1901 و 2100:        |
| --------------------------------------------- | -------------------------------------------- | --------------------------------------------- |
| </img> </br>22 نوفمبر 1919 </br> (ساروس 141)  | </img> </br> 1 نوفمبر 1948 </br> (ساروس 142) | </img> </br> 12 أكتوبر 1977 </br> (ساروس 143) |
| </img> </br> 22 سبتمبر 2006 </br> (ساروس 144) | </img> </br> 2 سبتمبر 2035 </br> (ساروس 145) | </img> </br> 12 أغسطس 2064 </br> (ساروس 146)  |
| </img> </br> 23 يوليو 2093 </br> (ساروس 147)  |                                              |                                               |

### سلسلة تريتوس
هذا الكسوف هو جزء من دورة تريتوس ، يتكرر عند العقد المتناوبة كل 135 شهرًا متزامنًا (≈ 3986.63 يومًا ، أو 11 عامًا ناقص شهر واحد). مظهرها وخط طولها غير منتظمين بسبب نقص التزامن مع الشهر غير الطبيعي (فترة الحضيض) ، لكن التجمعات المكونة من 3 دورات تريتوس (33 عامًا ناقص 3 أشهر) تقترب (≈ 434.044 شهرًا غير طبيعي) ، لذا فإن الكسوف متشابه في هذه التجمعات.
| أعضاء السلسلة بين عامي 1901 و 2100           | أعضاء السلسلة بين عامي 1901 و 2100           | أعضاء السلسلة بين عامي 1901 و 2100           | أعضاء السلسلة بين عامي 1901 و 2100 |
| -------------------------------------------- | -------------------------------------------- | -------------------------------------------- | ---------------------------------- |
| </img> </br>9 سبتمبر 1904 </br> (ساروس 133)  | </img> </br> 10 أغسطس 1915 </br> (ساروس 134) | </img> </br> 9 يوليو 1926 </br> (ساروس 135)  |                                    |
| </img> </br> 8 يونيو 1937 </br> (ساروس 136)  | </img> </br> 9 مايو 1948 </br> (ساروس 137)   | </img> </br> 8 أبريل 1959 </br> (ساروس 138)  |                                    |
| </img> </br> 7 مارس 1970 </br> (ساروس 139)   | </img> </br> 4 فبراير 1981 </br> (ساروس 140) | </img> </br> 4 يناير 1992 </br> (ساروس 141)  |                                    |
| </img> </br> 4 ديسمبر 2002 </br> (ساروس 142) | </img> </br> 3 نوفمبر 2013 </br> (ساروس 143) | </img> </br> 2 أكتوبر 2024 </br> (ساروس 144) |                                    |
| </img> </br> 2 سبتمبر 2035 </br> (ساروس 145) | </img> </br> 2 أغسطس 2046 </br> (ساروس 146)  | </img> </br> 1 يوليو 2057 </br> (ساروس 147)  |                                    |
| </img> </br> 31 مايو 2068 </br> (ساروس 148)  | </img> </br> 1 مايو 2079 </br> (ساروس 149)   | </img> </br> 31 مارس 2090 </br> (ساروس 150)  |                                    |

### سلسلة ميتونيك
تتكرر السلسلة ميتونيك كل 19 عامًا (6939.69 يومًا) ، وتستمر حوالي 5 دورات. يحدث الكسوف في نفس تاريخ التقويم تقريبًا. بالإضافة إلى ذلك ، تتكرر سلسلة اكتون الفرعية 1/5 من ذلك أو كل 3.8 سنوات (1387.94 يومًا). تحدث جميع الكسوفات في هذا الجدول عند العقدة الهابطة للقمر.
| 21 أحداث الكسوف بين 21 يونيو 1982 و 21 يونيو 2058 | 21 أحداث الكسوف بين 21 يونيو 1982 و 21 يونيو 2058 | 21 أحداث الكسوف بين 21 يونيو 1982 و 21 يونيو 2058 | 21 أحداث الكسوف بين 21 يونيو 1982 و 21 يونيو 2058 | 21 أحداث الكسوف بين 21 يونيو 1982 و 21 يونيو 2058 |
| يونيو21                                           | أبريل 8–9                                         | يناير26                                           | نوفمبر 13–14                                      | سبتمبر 1–2                                        |
| 107                                               | 109                                               | 111                                               | 113                                               | 115                                               |
| ------------------------------------------------- | ------------------------------------------------- | ------------------------------------------------- | ------------------------------------------------- | ------------------------------------------------- |
| يونيو21, 1963                                     | أبريل 9, 1967                                     | يناير26, 1971                                     | نوفمبر 14, 1974                                   | سبتمبر 2, 1978                                    |
| 117                                               | 119                                               | 121                                               | 123                                               | 125                                               |
| يونيو21, 1982 [الإنجليزية]                        | أبريل 9, 1986 [الإنجليزية]                        | يناير26, 1990 [الإنجليزية]                        | نوفمبر 13, 1993 [الإنجليزية]                      | سبتمبر 2, 1997 [الإنجليزية]                       |
| 127                                               | 129                                               | 131                                               | 133                                               | 135                                               |
| يونيو21, 2001                                     | أبريل 8, 2005                                     | يناير26, 2009                                     | نوفمبر 13, 2012                                   | سبتمبر 1, 2016                                    |
| 137                                               | 139                                               | 141                                               | 143                                               | 145                                               |
| يونيو21, 2020                                     | أبريل 8, 2024                                     | يناير26, 2028                                     | نوفمبر 14, 2031                                   | سبتمبر 2, 2035                                    |
| 147                                               | 149                                               | 151                                               | 153                                               | 155                                               |
| يونيو21, 2039 [الإنجليزية]                        | أبريل 9, 2043 [الإنجليزية]                        | يناير26, 2047 [الإنجليزية]                        | نوفمبر 14, 2050 [الإنجليزية]                      | سبتمبر 2, 2054 [الإنجليزية]                       |
| 157                                               |                                                   |                                                   |                                                   |                                                   |
| يونيو21, 2058 [الإنجليزية]                        |                                                   |                                                   |                                                   |                                                   |

## روابط خارجية
- www.solar-eclipse.de - متوسط التغطية السحابية والمدن على طول مسار الكسوف